# Paul Sutcliffe
Pour les articles homonymes, voir Sutcliffe.
Paul Michael Sutcliffe est un physicien mathématique et mathématicien britannique, actuellement professeur de physique théorique à l'université de Durham.

## Formation et carrière
Sutcliffe est diplômé de l'université de Durham en 1989. Il obtient son doctorat en 1992 avec une thèse intitulée « Soliton dynamics in nonlinear planar systems », sous la direction de Richard S. Ward (en).
Il est professeur de physique théorique à l'université de Durham.
Il est directeur de projet du programme de recherche SPOCK (Scientific Properties of Complex Knots ) consacré à l'étude des structures nouées.

## Travaux
Sutcliffe est spécialisé dans l'étude des solitons topologiques. Ses sujets de recherche connexes incluent les skyrmions.

## Distinctions
Sutcliffe reçoit le prix LMS Whitehead en 2006 pour ses contributions à l'étude des solitons topologiques et de leur dynamique. 

### Livre
- (en) Nicholas Manton et Paul Sutcliffe, Topological solitons, Cambridge University Press, 2004 (ISBN 978-0-521-83836-8, lire en ligne)

### Travaux universitaires (sélection)
- Sutcliffe, « Skyrmion Knots in Frustrated Magnets », Physical Review Letters, vol. 118, no 24,‎ 16 juin 2017, p. 247203 (PMID 28665663, DOI 10.1103/PhysRevLett.118.247203, Bibcode 2017PhRvL.118x7203S, arXiv 1705.10966, S2CID 29890978)
- Conor J. Houghton, Nicholas Manton et Paul Sutcliffe, « Rational maps, monopoles and Skyrmions », Nuclear Physics B (en), vol. 510, no 3,‎ 1998, p. 507–537 (DOI 10.1016/S0550-3213(97)00619-6, Bibcode 1998NuPhB.510..507H, arXiv hep-th/9705151, S2CID 9022461).
- Richard A. Battye et Paul Sutcliffe, « Knots as stable soliton solutions in a three-dimensional classical field theory », Physical Review Letters, vol. 81, no 22,‎ 1998, p. 4798–4801 (DOI 10.1103/PhysRevLett.81.4798, Bibcode 1998PhRvL..81.4798B, arXiv hep-th/9808129).
- Richard A. Battye et Paul Sutcliffe, « Symmetric Skyrmions », Physical Review Letters, vol. 79, no 3,‎ 1997, p. 363–366 (DOI 10.1103/PhysRevLett.79.363, Bibcode 1997PhRvL..79..363B, arXiv hep-th/9702089, S2CID 14313232).